# 村岡由梨
村岡 由梨 (むらおか ゆり、1981年10月22日 - ）は、日本の映像作家、詩人。東京都生まれ。

## 来歴
2002年映像作家としての活動開始。一貫してセルフポートレートにこだわった自作自演の映像・写真作品などを制作、出演・美術・撮影などのほとんどを自ら行う。
統合失調症の治療に伴い、2009年より作家活動を休止、2016年に再開。第67回オーバーハウゼン国際短編映画祭グランプリなど国内外で受賞多数。2018年から詩作を始め、第1詩集『眠れる花』で第27回中原中也賞候補、第72回H氏賞候補にあがる。2児の母。

## 映像作品
- 『聖譚曲（オラトリオ）』（習作）（3分）　2002年　8mm
- 『私が肉を食べない理由　I』（習作）（5分）　2002年　8mm
- 『Mに捧ぐ』（習作）（9分）　2002年　8mm
- 『The Miracle』（18分）　2003年　16mm
- 『ランテルディ　II』（7分）　2003年　16mm
- 『yuRi=paRadox～眠りは覚醒である～』（30分）　2006年　16mm
- 『花の起源』（7分）　2008年　16mm
- 『スキゾフレニア』（10分）　2016年　16mm＞video
- 『透明な世界』（7分）　2018-2019年　16mm＞video
- 『イデア』（17分）　2019年　video
- 『透明な私』（11分）　2020年　video
- 『眼球の人』  (12分) 　2023年　video

## 詩
- 『眠れる花』　書肆山田　2021年
- 『一本足の少女』　七月堂　2024年

## 主な受賞歴
- せんだいアートアニュアル2005 - グランプリ（smt賞）[2]
- 第9回タグボートアワード - 準グランプリ[3]
- 第14回「1_WALL」 - 写真部門 審査員奨励賞（飯沢耕太郎選）[4]
- イメージフォーラム・フェスティバル2016 - 一般公募部門「ジャパン・トゥモロウ」優秀賞[5]
- 第12回札幌国際短編映画祭 - スペシャル・メンション[6]
- SICF19 - 石田尚志賞[7]
- 第67回オーバーハウゼン国際短編映画祭 - インターナショナル・コンペティション グランプリ[8]